# Individualistisk anarkisme
 Der er for få eller ingen kildehenvisninger i denne artikel, hvilket er et problem. Du kan hjælpe ved at angive troværdige kilder til de påstande, som fremføres i artiklen.

Den individualistiske anarkisme er en retning indenfor anarkismen, der specielt er inspireret af Max Stirners filosofi, som i nyere tid har opnået ny opmærksomhed for sit værk Den eneste og hans ejendom (oversat til dansk 1902 (forkortet udgave) og 1999 (komplet udgave)).
De to vigtigste elementer, som er ført videre i den individualistiske anarkisme, er Stirners udgangspunkt i det enkelte individ, frem for samfundet eller lignende begreber, og den bevidste egoisme, der betyder, at individet er klar over, at kun dets egen erkendelse og interesse er mulig at følge, og derfor ikke forsøger at forklæde sin egoistiske vilje under et ideal som eksempelvis religion, menneskeheden eller sandheden, der skaber følelser af forpligtigelse, hvorfra et samfund vil opstå, som er fjendtligt stemt mod individets selvrealisering.
Kendetegnende for individualistiske anarkister er ofte, at de har mindre forbindelse til den bredere anarkistiske bevægelse og særligt den etablerede libertære venstrefløj, der af mange ellers ses som anarkismens udgangspunkt. Individualistisk anarkistisk praksis modsætter sig særligt andre ideologier på venstrefløjen, som ofte ønsker en organiseret og systematisk overgang til det post-kapitalistiske samfund. Her mener individualistiske anarkister, at revolutionen bliver på bekostning af individets suverænitet og derfor prioriteres det personlige oprør, der undergraver det systematiserede samfund, over revolutionen, som blot udskifter et system med et nyt.
I det personlige oprør forsøger man ofte i stedet for politisk aktivisme i højere grad at skabe sit eget liv udenom det alment accepterede, der er kendetegnet af anerkendelse for samfundets normer og love, som regnes for at underordne individet til et prædetermineret levned i strid mod dets naturlige krav på ejendommelighed og med henblik på at tilfredsstille en elite eller - som Stirner så det - en abstrakt og for virkeligheden urepræsentativ tanke, der selv ikke tjener noget andet end sig selv. Individualistisk anarkisme har historisk været domineret af en socialistisk overbevisning, hvor afskaffelsen af den private kapital regnes som en spontan konsekvens af den menneskelige vilje og de økonomiske love i et samfund bestående af frigjorte individer. Hovedsageligt har dette været en markedsdrevet socialisme, hvor virksomheder og banker er kooperativt ejet og styret af sine arbejdere eller medlemmer.
Denne form for anarkisme blev efter Max Stirner især praktiseret af de såkaldte "Boston-anarkister", der i slutningen af 1800-tallet var aktive i USA. Mange af disse anarkister var også meget inspireret af Pierre-Joseph Proudhons mutualisme, som kontribuerede meget økonomisk teori til bevægelsen. Mest kendt fra denne gruppe er Benjamin Tucker som udgav en stor mængde skrifter, der agiterede for denne filosofi.
Omkring midten af det 20. århundrede opstod en ny undergren af individualistisk anarkisme, anarko-kapitalisme, som økonomen Murray Rothbard ofte ses som grundlægger af. Ideologien er resultatet af en sammenblanding af den den østrigske økonomiske skole og individualistisk anarkisme, men er hos øvrige anarkistiske bevægelser ikke anerkendt som sand anarkisme. Hos socialanarkister skyldes det, at kapitalisme i sig selv er set som en autoritær hierarkisk samfundsorden, der ikke er kongruent med den almene anarkismes anti-hierarkiske krav. Mange individualistiske anarkister mener dog, at privat ejerskab af kapital, der er kapitalismens definitive aspekt, kommer fra restriktioner på den frie konkurrence. Hvis alt statsligt intervention i markedet ophørte ville kapitalismen derfor udkonkurrere sig selv. Den fundamentale teoretiske forskel på anarko-kapitalismen og de øvrige individualistiske anarkistiske skoler er værditeori. Anarko-kapitalisterne, der hovedsageligt består af tilhængere af den østrigske skole eller den neoklassiske Chicagoskole, har taget afstand fra arbejdsværditeorien og har adopteret den nu paradigmatiske subjektive værditeori. Arbejdsværditeorien har været fundamentet for mange øvrige individualistiske anarkisters overbevisning om, at kapitalismen er afhængig af en markedsintervenerende institution som staten, der begrænser prisernes mulighed for at bevæge sig mod det ligevægtspunkt, der er styret af de økonomiske love om udbud og efterspørgsel. Andre socialistiske markedsanarkister som Silvio Gesell har taget afstand fra alt værditeori, og Max Stirners filosofi vedrørende ejendomsret kan også fortolkes som at være økonomisk værditeori modstridende. "Jeg forordner ingen ret, derfor behøver jeg heller ikke at anerkende nogen. Hvad jeg formår at tiltvinge mig, det tiltvinger jeg mig, og hvad jeg ikke tiltvinger mig, det har jeg ingen ret til; jeg trøster mig ikke med min ufortabelige ret, og jeg bryster mig heller ikke af den." 
På den modsatte side af spektrummet findes også såkaldte egoistiske kommunister, der går ind for en gensidig og frivillig pagt om kommunisme baseret på hvert medlems overbevisning om, at den slags mangel på styreform er i egen personlig interesse. Denne ideologi er meget niche, men har i de sidste år fået en langsomt voksende popularitet på internetfora og sociale medier, især på grund humoren i sit for mange selvmodsigende navn.